# Individuation
Individuation är ett begrepp som använts av ett flertal filosofer och psykologer, däribland Arthur Schopenhauer, Friedrich Nietzsche, Carl Jung med flera, och innebär en psykologisk process som har som mål att utveckla personligheten genom integrering av det omedvetna i det medvetna. Individuation, om den utförs medvetet, ger ökad egenförståelse dvs förståelse av självet som är större än jaget, och ökad förståelse av de kollektiva normerna (inklusive det kollektiva omedvetna), och målet är en sund relation mellan självet och jaget.
Enligt Jung är vägen till individuation viktigare än målet: Målet är viktigt bara som idé; det väsentliga är det opus som leder till målet: detta är livsmålet (citat från The Psychology of the Transference).
Termen individuation användes även under medeltiden som Principium individuationis (latin = Grunden till det enskilda i mångfalden), och av Schopenhauer som ansåg att tid, rum, kausalitet och våra former av kunskap var Mayas slöja som förvirrar oss att se mångfald där det finns ett enda totalt allt.